# Ерназар Алакоз
Ерназар Алакоз — каракалпакский бий, лидер восстаний против Хивинского ханства в 1827—1828 и 1855—1856 годах. 

## Исторический контекст
К XIX веку каракалпаки находились под властью Хивинского ханства. Ханы устанавливали жесткие налоги, насильно переселяли каракалпаков и назначали своих чиновников (хакимов) для управления их землями. Русские путешественники описывали тяжелое положение каракалпаков, отмечая их крайнюю бедность и угнетение. Это вызвало серию восстаний, самым значительным из которых стало восстание 1855—1856 годов под предводительством Ерназара Алакоза.

## Восстание 1827—1828 годов
В 1827 году вспыхнуло восстание в районе Ак-Янкышлак. Во главе восставших встал Айдос-бий, а Ерназар Алакоз был одним из его соратников. Повстанцы пытались захватить крепость Кунград, но атака провалилась.
Хивинский хан отправил войска для подавления восстания. В лагере повстанцев нашлись предатели, которые, надеясь на пощаду, выдали хивинцам планы обороны. В результате Айдос-бий попал в плен, а восстание было жестоко подавлено. Айдос-бий был казнен в Хиве, а многие каракалпаки вынуждены были бежать.
Ерназар Алакоз сумел избежать пленения, но поражение 1827—1828 годов не сломило его дух. Спустя почти 30 лет он вновь поднял восстание.

## Восстание 1855—1856 годов
В 1855 году Ерназар Алакоз возглавил новое восстание против хивинской власти. Он собрал около 700 человек и начал освобождать каракалпакские земли. Повстанцы добились нескольких побед, но хан Хивы направил против них армию под командованием Мухаммед-Нияза.
Ерназар укрылся в крепости, надеясь выдержать осаду. Однако среди его сторонников нашлись предатели. Они тайно связались с Мухаммед-Ниязом и договорились убить Ерназара в обмен на сохранение своей жизни.

## Казнь
Заговорщики напали на Ерназара ночью и убили его. После этого они открыли ворота крепости хивинским войскам. Однако Мухаммед-Нияз нарушил свое обещание — предателей, как и всех остальных защитников крепости, перебили.
Ерназар Алакоз был обезглавлен, а его голову отправили хивинскому хану в знак победы. Позже хан приказал вернуть голову в родное селение Ерназара. Её доставили в золотом тазу.
Когда мать Ерназара увидела голову сына, она подняла ее, посмотрела и сказала:
«Ты стал мучеником, сын мой. Теперь ты свободен. Но знай, что земля, напоенная кровью храбрых, никогда не останется в цепях. Твой народ вспомнит тебя, и однажды каракалпаки вновь поднимутся за свою свободу.»
После этих слов она исчезла, а слова ее стали пророческими: память о Ерназаре Алакозе жива и сегодня.

## Последствия
Подавление восстаний 1827—1828 и 1855—1856 годов привело к усилению власти Хивинского ханства над каракалпаками. Хан увеличил налоги, назначил новых чиновников и жестоко преследовал тех, кто поддерживал Ерназара Алакоза.
Тем не менее, его борьба не была забыта. Ерназар Алакоз остался в народной памяти как герой, преданный своими же соратниками, но не сломленный в стремлении к свободе.

## Память
Ерназар Алакоз вошёл в историю как символ борьбы за свободу. Его восстание стало одним из важнейших событий в каракалпакской истории XIX века, а его трагическая гибель от рук предателей сделала его легендарной фигурой.